# Kläppmyran
Kläppmyran este o arie protejată (arie specială de conservare — SAC, sit de importanță comunitară — SCI) din Suedia întinsă pe o suprafață de 24,5 ha, integral pe uscat.

## Localizare
Centrul sitului Kläppmyran este situat la coordonatele 64°48′13″N 16°26′12″E / 64.8037°N 16.4367°E.

## Înființare
Situl Kläppmyran a fost declarat sit de importanță comunitară în iunie 2001 pentru a proteja 2 specii de plante. Situl a fost protejat și ca arie specială de conservare în martie 2011.

## Biodiversitate
Situată în ecoregiunea boreală, aria protejată conține 2 habitate naturale: Turbării Aapa, Taiga vestică.
La baza desemnării sitului se află mai multe specii protejate de  plante (2): Meesia longiseta, Ranunculus lapponicus.